# Dodola (mythologie slave)
Pour les articles homonymes, voir Dodola.

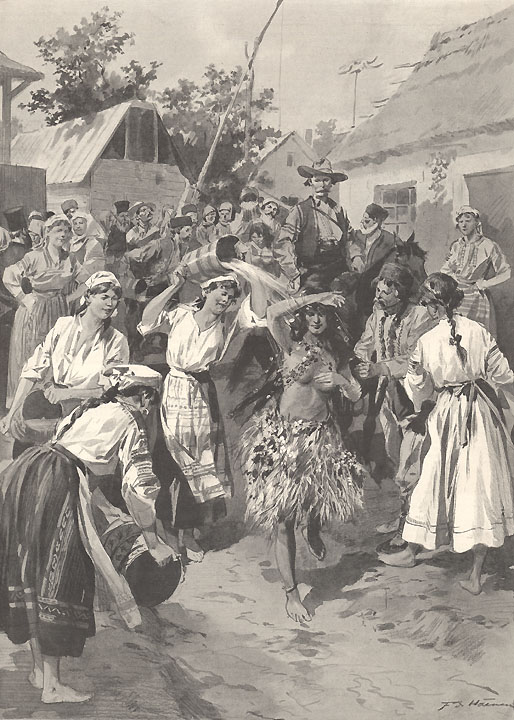
Paparuda

Dodola est la déesse de la pluie dans la mythologie slave, parfois considérée comme la femme de Péroun.